# 関東ふれあいの道
関東ふれあいの道（かんとうふれあいのみち）とは、環境省の長距離自然歩道構想に基づき関東地方1都6県が整備している総延長1,799kmの自然歩道のことである。別名を首都圏自然歩道（しゅとけんしぜんほどう）という。東京都八王子市高尾山麓にある国道20号沿いの「梅の木平」を起終点に、関東地方の東京都、埼玉県、群馬県、栃木県、茨城県、千葉県、神奈川県の順に1周する。以前は総延長が1,665 kmであったが、2007年から2009年にかけて新コース134 kmが整備され追加された（栃木県茂木町内の既設路線から分岐北上し、那珂川沿いを経て東北自然歩道の起点である福島県白河市に至る道が新コースである）。
いくつもの関係自然公園のなか通過しており、秩父多摩甲斐国立公園や日光国立公園の2つの日本の国立公園と、明治の森高尾国定公園、妙義荒船佐久高原国定公園、水郷筑波国定公園、南房総国定公園、丹沢大山国定公園の5つの国定公園を通る。 沿道には、高尾山、奥多摩、妙義山、筑波山、九十九里浜、三浦半島、丹沢などがあり、美しい自然や田園風景、歴史や文化遺産にふれあうことができるようになっている。各コースの起終点の多くは駅やバス停であるが、中にはバス路線が廃止されているコースもあり踏破には注意を要する。

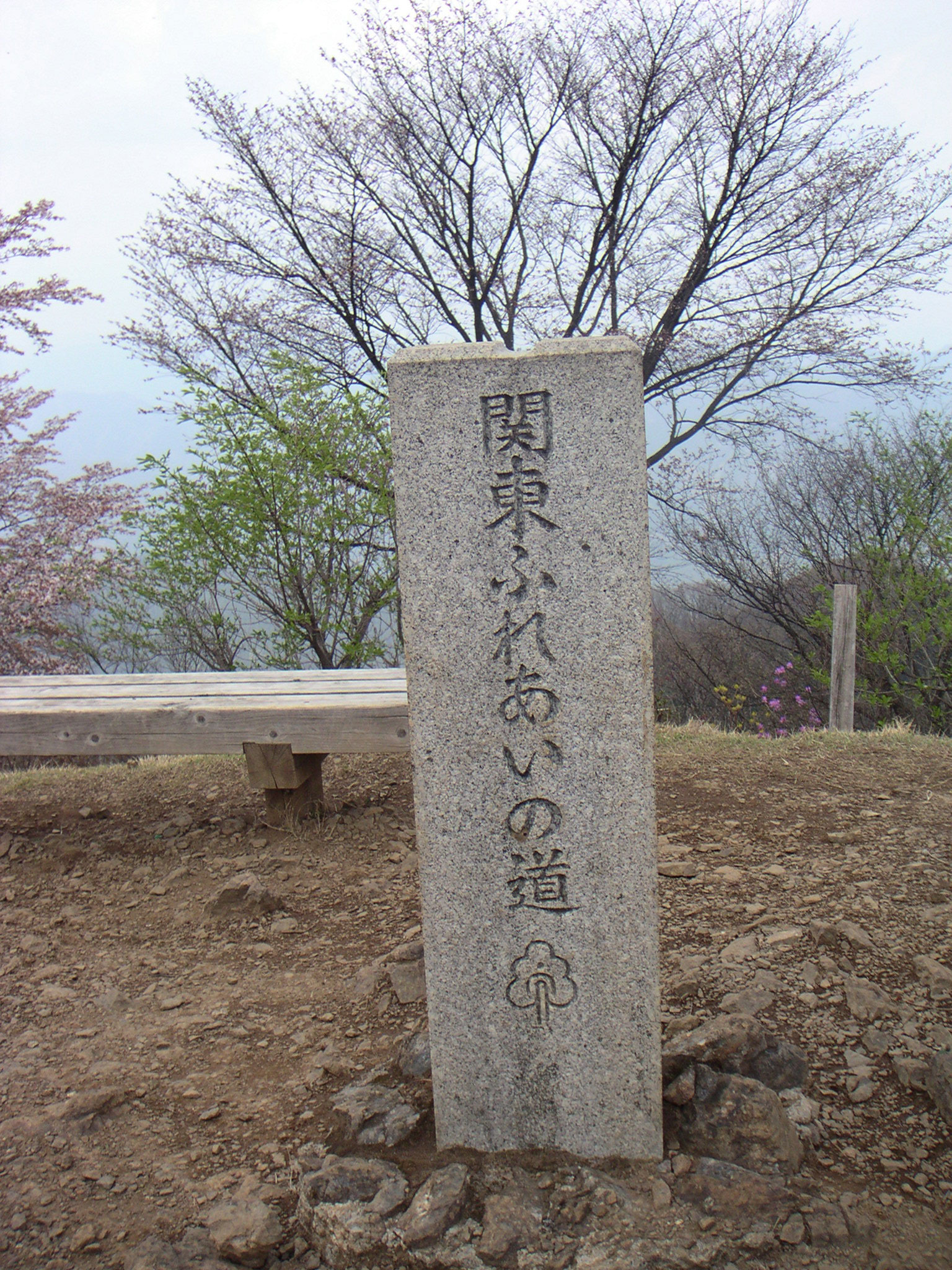
日の出山山頂

## 踏破認定制度
各都県に設定されている全コースを踏破すると、首都圏自然歩道連絡協議会から踏破認定証とバッジの交付を受けることができる。交付申請のためには各コースに設定されている撮影ポイントで、申請者自身を含めた写真を撮影して、感想とともに各都県の担当課に提出する必要がある。
また、最後の都県の全コース踏破の認定申請の際に、他の6都県の認定証の写しを一緒に提出することにより、「首都圏自然歩道連絡協議会」から全コース踏破認定証と記念バッジの交付を受けることができる。

## 各都県ルート
10km前後の日帰りコースに区切られている。
交通量が多い道路や危険な箇所など、自然歩道の趣旨にそぐわない区間は連絡コースとして除外されている。そのため各コースは必ずしも連続していない。
台風や土砂災害によるコース変更、通行止めが発生していることがあり、各都県の首都圏自然歩道「関東ふれあいの道」サイトで確認できる。

### 東京都
- 関東ふれあいの道-東京都のコース

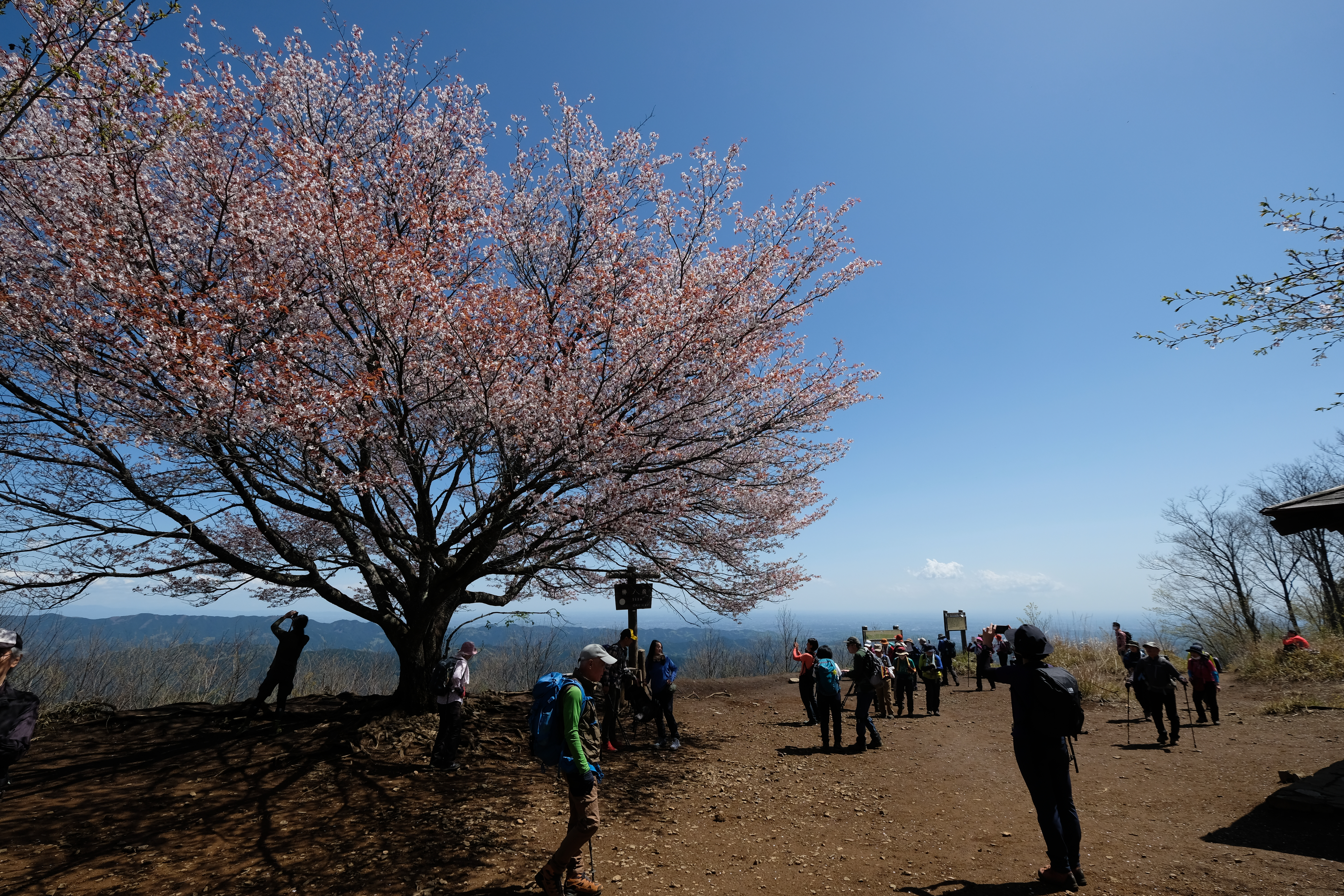
桜の木と棒ノ折山（棒ノ嶺）山頂

1. 湖のみち：梅の木平～高尾山～京王高尾線高尾山口駅
2. 鳥のみち：高尾山口駅～高尾山～小仏峠～景信山～陣馬山～西東京バス陣馬高原下バス停
3. 富士見のみち：陣馬高原下バス停～生藤山～三国峠～上川乗バス停
4. 歴史のみち：上川乗バス停～浅間嶺～払沢の滝～北秋川橋
5. 鍾乳洞と滝のみち：北秋川橋～富士見台～大岳鍾乳洞～上養沢バス停
6. 杉の木陰のみち：上養沢バス停～日の出山～御岳山～JR御嶽駅
7. 山草のみち：御嶽駅～惣岳山～岩茸石山～棒ノ折山～上日向

### 埼玉県
- 関東ふれあいの道-埼玉県内のコース

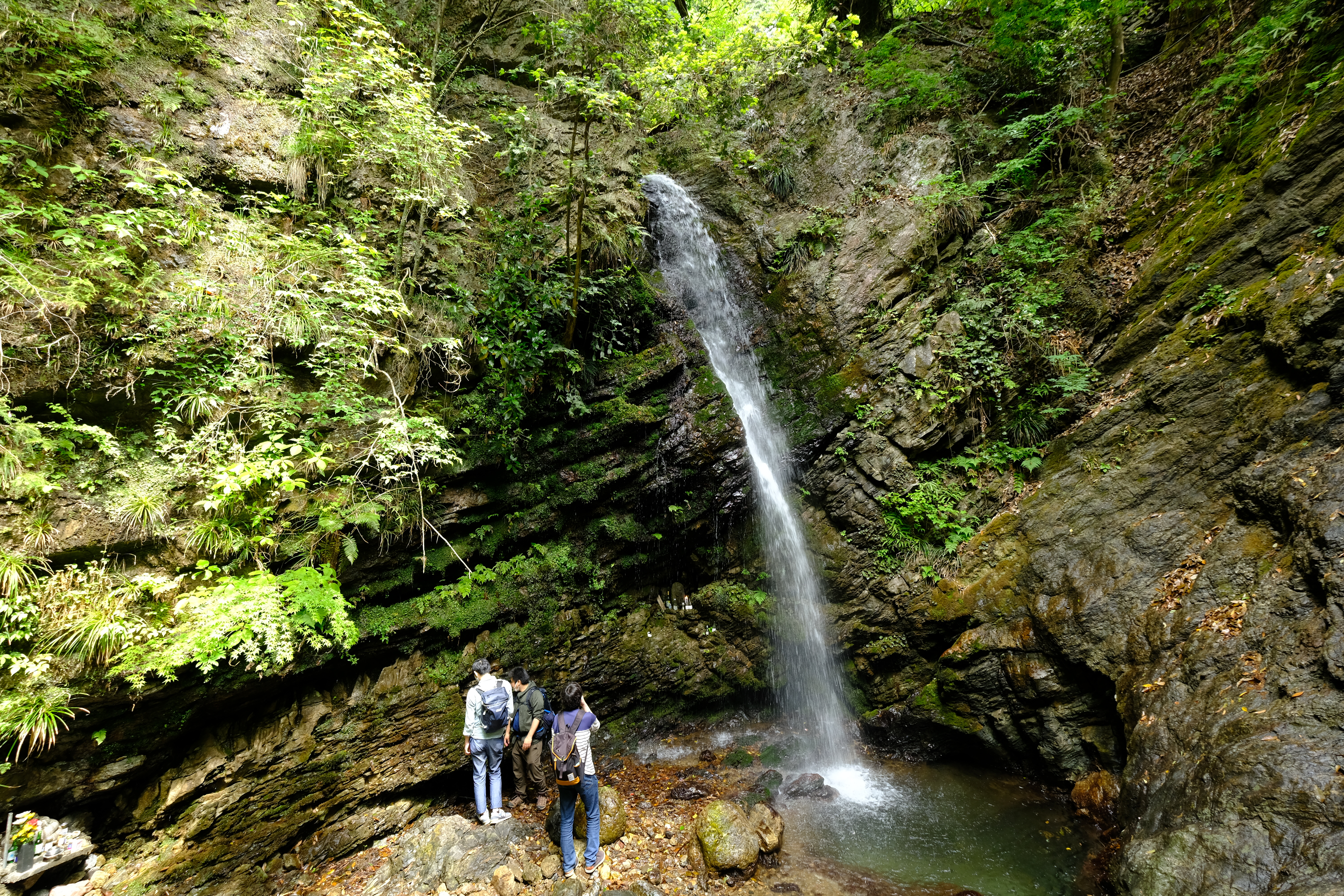
黒山三滝の男滝（埼玉県越生町）

1. 水源のみち：上日向～棒ノ折山～名栗湖～国際興業バス河又名栗湖入口バス停
2. 奥武蔵の古刹を訪ねるみち：小殿バス停～竹寺～子ノ権現～西武秩父線吾野駅
3. 伊豆ヶ岳を越えるみち：吾野駅～子ノ権現～伊豆ヶ岳～正丸峠～西武秩父線正丸駅
4. 峠の歴史をしのぶみち：正丸駅～正丸峠～旧正丸峠～苅場坂峠～白石峠～イーグルバス白石車庫バス停
5. 大霧山に登るみち：白石車庫バス停～定峰峠～大霧山～西武観光バス高原牧場入口バス停
6. 花の美の山公園を訪ねるみち：高原牧場入口バス停～美の山公園～秩父鉄道親鼻駅
7. 長瀞の自然と歴史を学ぶみち：秩父鉄道上長瀞駅～長瀞岩畳～秩父鉄道長瀞駅～宝登山～根古屋橋バス停
8. 秩父盆地を眺めるみち：風戸入口バス停～破風山（埼玉県)～水潜寺～札所前バス停
9. 将門伝説を訪ねるみち：西門平バス停～城峯山～登仙橋バス停
10. 下久保ダムを望むみち：登仙橋バス停～三波石峡～下久保ダム～城峯公園～登仙橋バス停
11. 義経伝説と滝のあるみち：黒山バス停～黒山三滝～顔振峠～吾野駅
12. グリーンラインに沿ったみち：西武秩父線吾野駅～関八州見晴台～白石車庫バス停
13. 高原牧場を通るみち：白石車庫バス停～秩父高原牧場～長瀞駅

### 群馬県
- 首都圏自然歩道「関東ふれあいの道」　群馬県コース

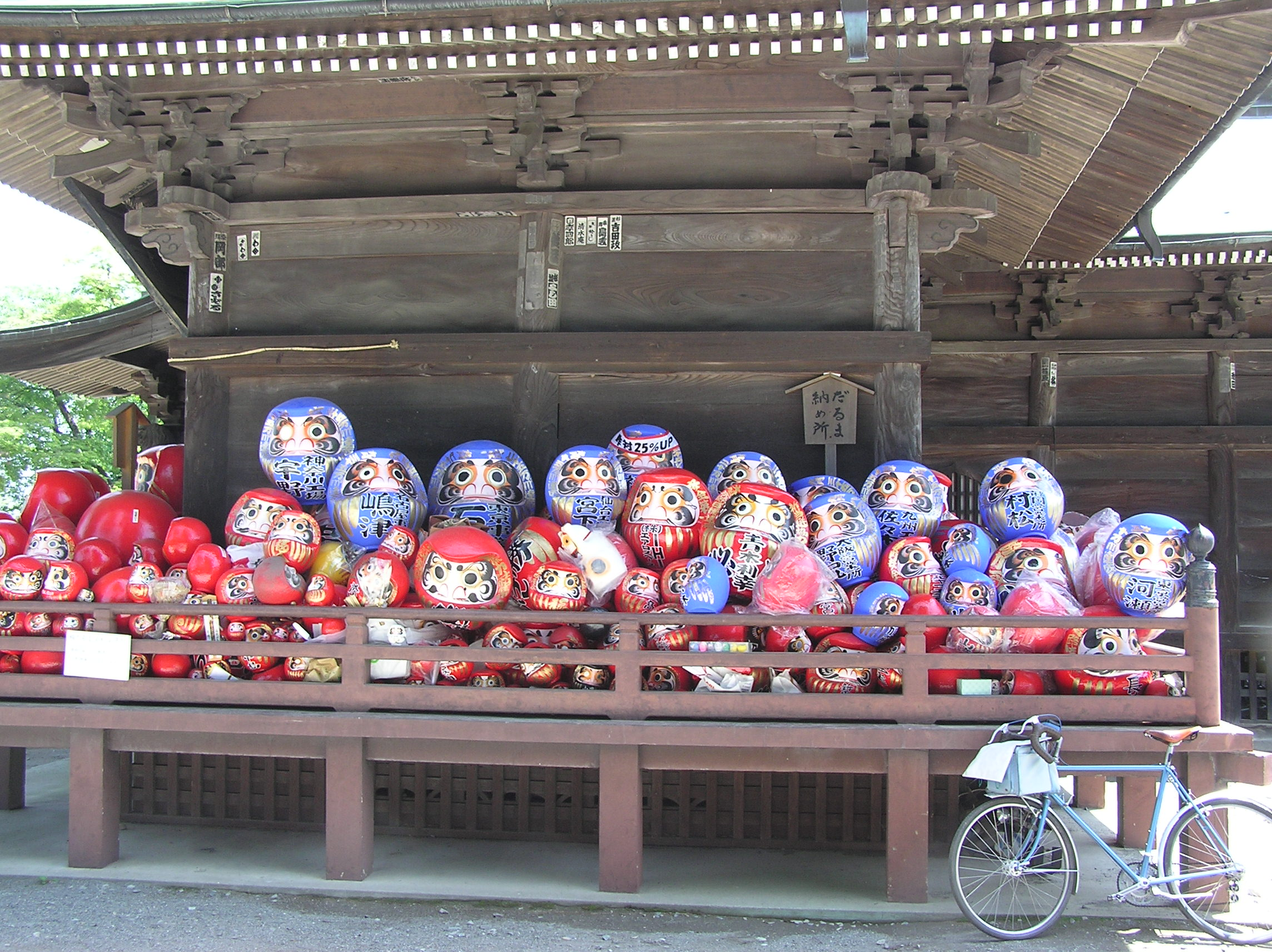
少林山達磨寺（高崎市）

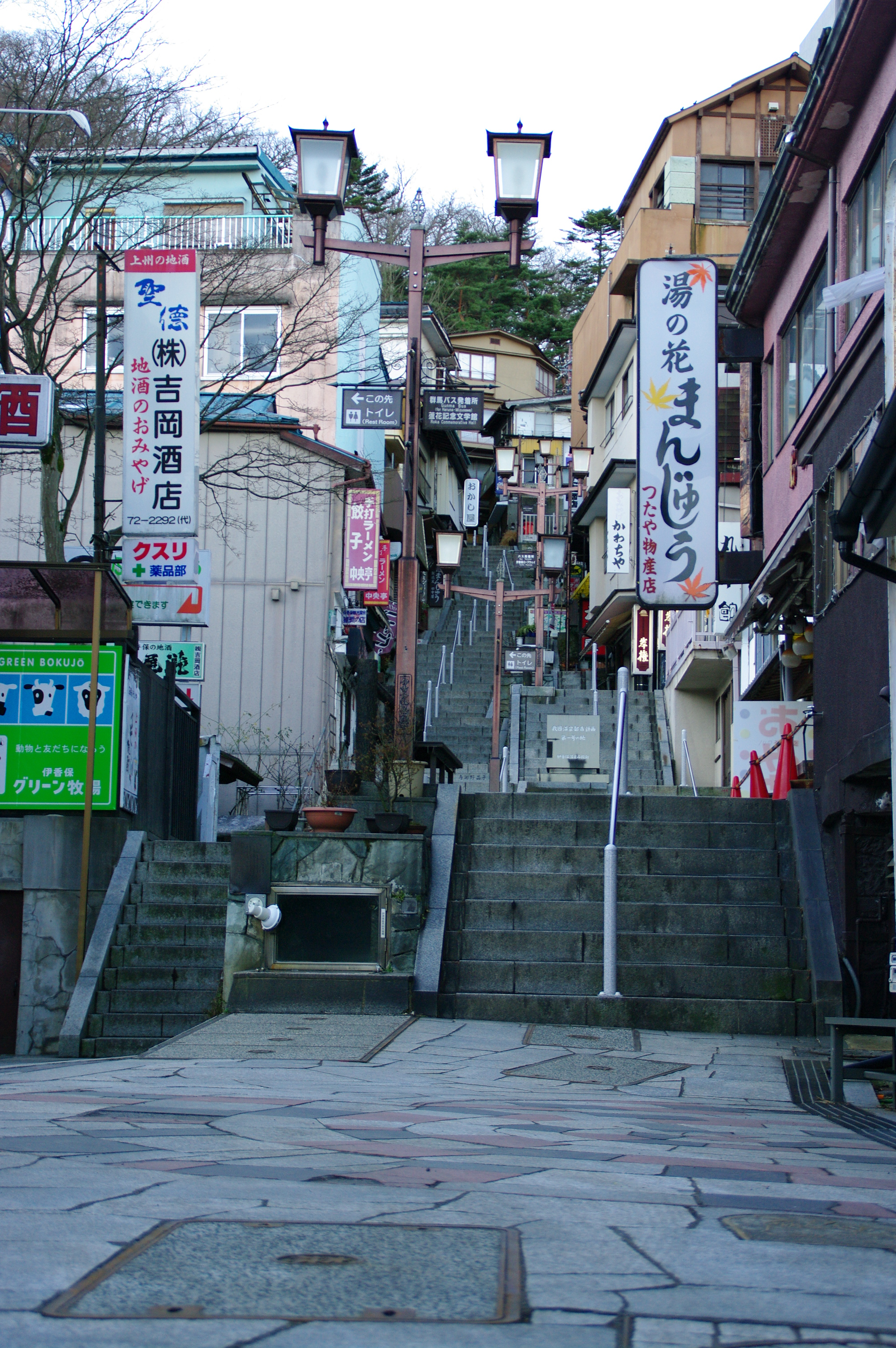
伊香保温泉の石段街（渋川市）

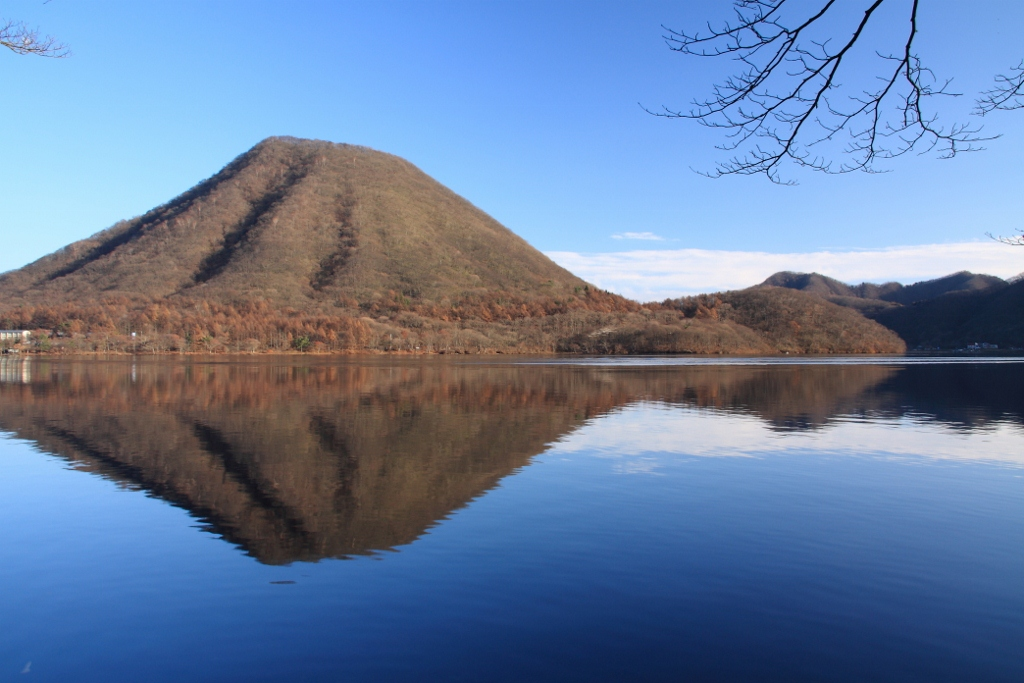
逆さ榛名富士（高崎市）

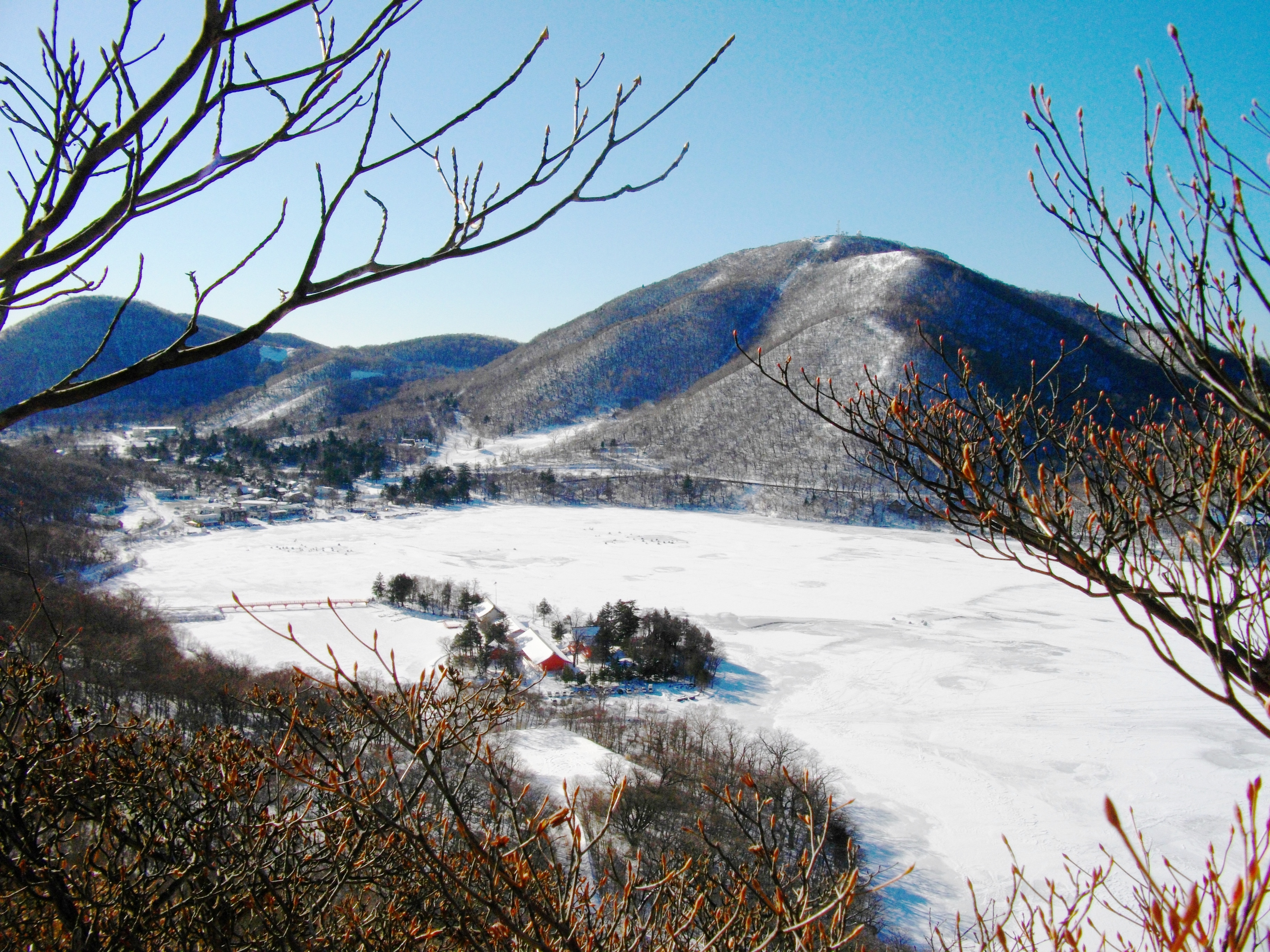
赤城山と大沼（おの）

1. 三波石峡のみち：登仙橋バス停～下久保ダム～日本中央バス奥多野線保美濃山バス停
2. 渓谷を下るみち：保美濃山バス停～石神峠～三波川～妹ヶ谷不動～妹ヶ谷バス停
3. （連絡コース）（前：温石峠越えのみち）
4. 小梨峠から牛伏山へのみち：上鹿島バス停～小梨峠～牛伏山～多胡碑～上信電鉄上信線馬庭駅
5. 石碑（いしぶみ）めぐりのみち：馬庭駅～山名八幡宮～山ノ上碑～高風園前バス停
6. 白衣観音めぐりのみち：高風園前バス停～白衣観音～少林山達磨寺・すみれ保育園バス停
7. 歴史を尋ねるみち：中高尾バス停～長学寺～貫前神社～宮崎入口バス停
8. 旧信州街道のみち：宮崎入口バス停～宮崎神社～旧茂木家住宅～上信電鉄上信線千平駅
9. 大桁山登山コース：千平駅～大桁山～虻田バス停
10. さくらの里と石門のみち：中村バス停～さくらの里～妙義山～妙義神社
11. 旧道裏妙義のみち：妙義神社～妙義湖～JR信越本線横川駅
12. 小根山森林公園へのみち：横川駅～小根山森林公園～仙ヶ滝
13. 山菜のみち：恵宝沢バス停～秋間梅林～落合バス停
14. 道祖神のみち：高野谷戸バス停～全透院～さわらび療育園入口バス停
15. 榛名山へのみち：榛名神社～天目山（榛名山）～（分岐）ゆうすげの道～ヤセオネ峠
16. 榛名から水沢へのみち：ヤセオネ峠～伊香保森林公園～伊香保温泉～（バス）水沢寺
17. しぶかわのみち：わらびヶ丘バス停～渋川市総合運動公園～伊香保グリーン牧場～JR金島駅
18. たかやま高原牧場のみち：たかやま高原牧場一周
19. 子持山若人のみち：北群馬橋バス停～子持山～伊熊バス停
20. いにしえの文化のみち：華蔵寺バス停～深山バス停
21. カラマツと熊笹のみち：県立赤城公園
22. ツツジのみち：赤城温泉
23. 山里のいで湯のみち：赤城温泉～忠治温泉
24. 赤城南面陽光のみち
25. 梨木へのみち：桐生市新里町板橋～梨木温泉～桐生市黒保根町本宿
26. 雑木の山路：水口屋～桐生市黒保根町宿廻～桐生市黒保根町本宿
27. 花見ヶ原高原ハイキングコース：花見ヶ原（キャンプ場）～桐生市黒保根町麦久保
28. 童謡のふるさとを尋ねるみち：わたらせ渓谷線花輪駅～東運動公園
29. 大滝へのみち：追付橋～小中大滝
30. 寝釈迦のみち：わたらせ渓谷線沢入駅～袈裟丸山
31. 草木湖をめぐるみち：東運動公園～草木ダム～草木湖～国民宿舎サンレイク草木～沢入駅
32. 紅葉映える峡谷のみち：わたらせ渓谷線上神梅駅～小平の里鍾乳洞公園～わたらせ渓谷線大間々駅
33. 吾妻山から自然観察の森へのみち：吾妻山
34. 桜山のみち：保美濃山バス停～桜山バス停
35. 黒檜山から花見ヶ原へのみち：あかぎ広場～黒檜山～花見ヶ原森林公園

### 栃木県
- 栃木県／関東ふれあいの道

No.26〜36が新規追加コースであり、No.36の連絡コースをもって、東北自然歩道の起点である白河の関跡(福島県白河市旗宿)に至る。

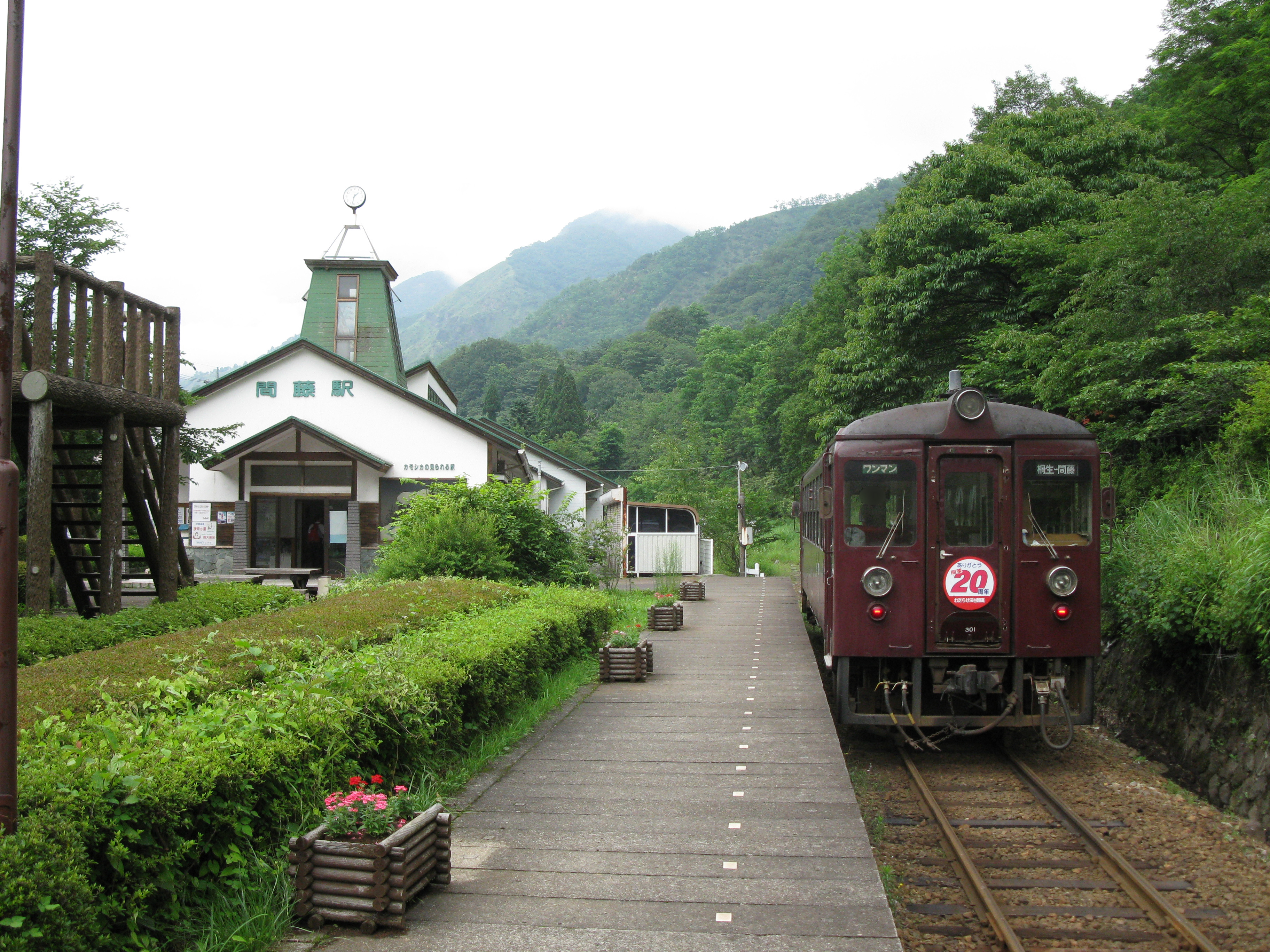
わたらせ渓谷線間藤駅

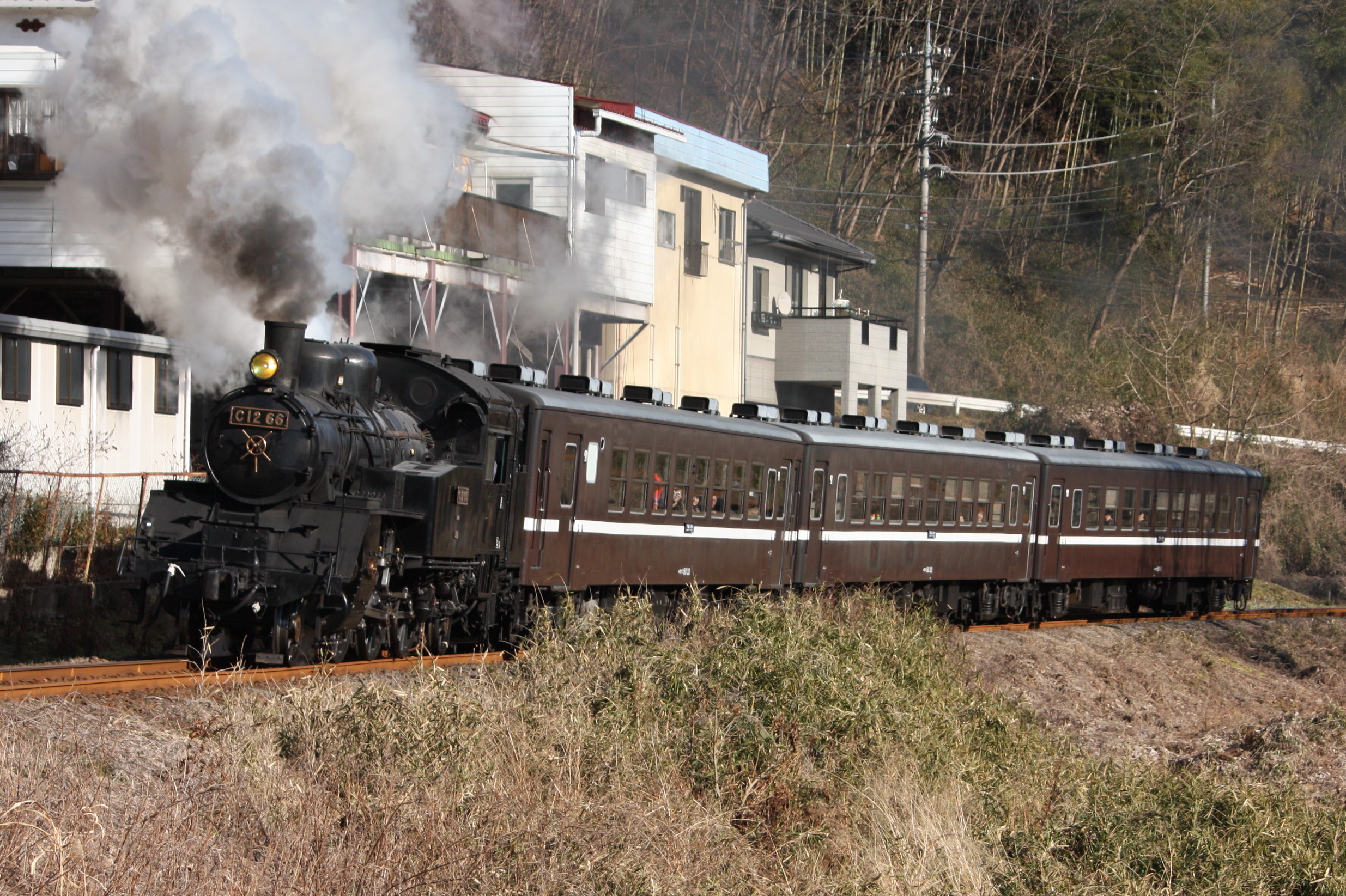
真岡鐵道ではSLが動態保存されている。

1. 赤銅のみち：銀山平～備前楯山～わたらせ渓谷線通洞駅
2. 修験行者の道：通洞駅〜古峯神社
3. 高原と牧場のみち：古峰神社～井戸湿原
4. 湿原とせせらぎのみち：井戸湿原～発光路
5. （連絡コース）
6. 山なみのみち：厳島神社～行道山浄因寺
7. 歴史のまちを望むみち：行道山浄因寺～JR両毛線足利駅
8. マンサクの花咲くみち：足利駅～赤見温泉
9. 松風のみち：田沼駅～村檜神社
10. かかしの里・ぶどうのみち：村檜神社～大平町ぶどう団地～大平下駅
11. 桜咲くパノラマのみち：大平下駅～栃木駅
12. （連絡コース）
13. 麦笛のみち：新栃木駅～野州大塚駅
14. 風土記のみち：野州大塚駅～JR小金井駅
15. ゆうがおのみち：小金井駅～祇園原
16. アシそよぐ水辺のみち：祇園原～久下田駅
17. 名刹と旧跡を訪ねるみち：久下田駅～真岡鐵道真岡駅
18. 雲流れる桜花のみち：真岡駅～真岡鐵道益子駅
19. 焼物としいの木のみち：益子駅～真岡鐵道七井駅
20. 風薫る山里のみち：七井駅～真岡鐵道茂木駅
21. 鯉と山あいのみち：茂木駅～大瀬
22. アユおどる清流のみち：大瀬～下飯野
23. ヤシオ咲く庚申のみち：国民宿舎かじか荘〜庚申山荘
24. お山巡りのみち：庚申山荘〜庚申山猿田彦神社跡
25. 稜線をたどるみち：栃木駅～岩舟駅
26. -1そばとみかんの里を歩くみち：ふるさとセンター茂木〜長峰ビジターセンター　-2棚田めぐりのみち：ふるさとセンター茂木〜長峰ビジターセンター
27. 石段とツツジ咲く峠のみち：長峰ビジターセンター〜滝駅
28. 山あげ祭の里をめぐるみち：滝駅〜滝田ポケットパーク
29. 那珂川の堤を歩くみち：滝田ポケットパーク〜道の駅ばとう
30. 浮世絵と史跡を見る里のみち：道の駅ばとう〜道の駅ばとう
31. -1温泉と絵本の丘をたずねるみち：道の駅ばとう〜栃木県なかがわ水遊園　-2なす風土記の丘を巡るみち：道の駅ばとう〜栃木県なかがわ水遊園
32. 昔をしのぶ古墳のみち：栃木県なかがわ水遊園〜道の駅那須与一の郷
33. -1黒羽芭蕉のみち：道の駅那須与一の郷〜高舘城跡　-2高舘城跡へのみち：道の駅那須与一の郷〜高舘城跡
34. （連絡コース）
35. -1芦野の里へのみち：道の駅東山道伊王野〜芦野遊行庵　-2義経伝説のみち：道の駅東山道伊王野〜沓石
36. -1（連絡コース） -2（連絡コース）

### 茨城県

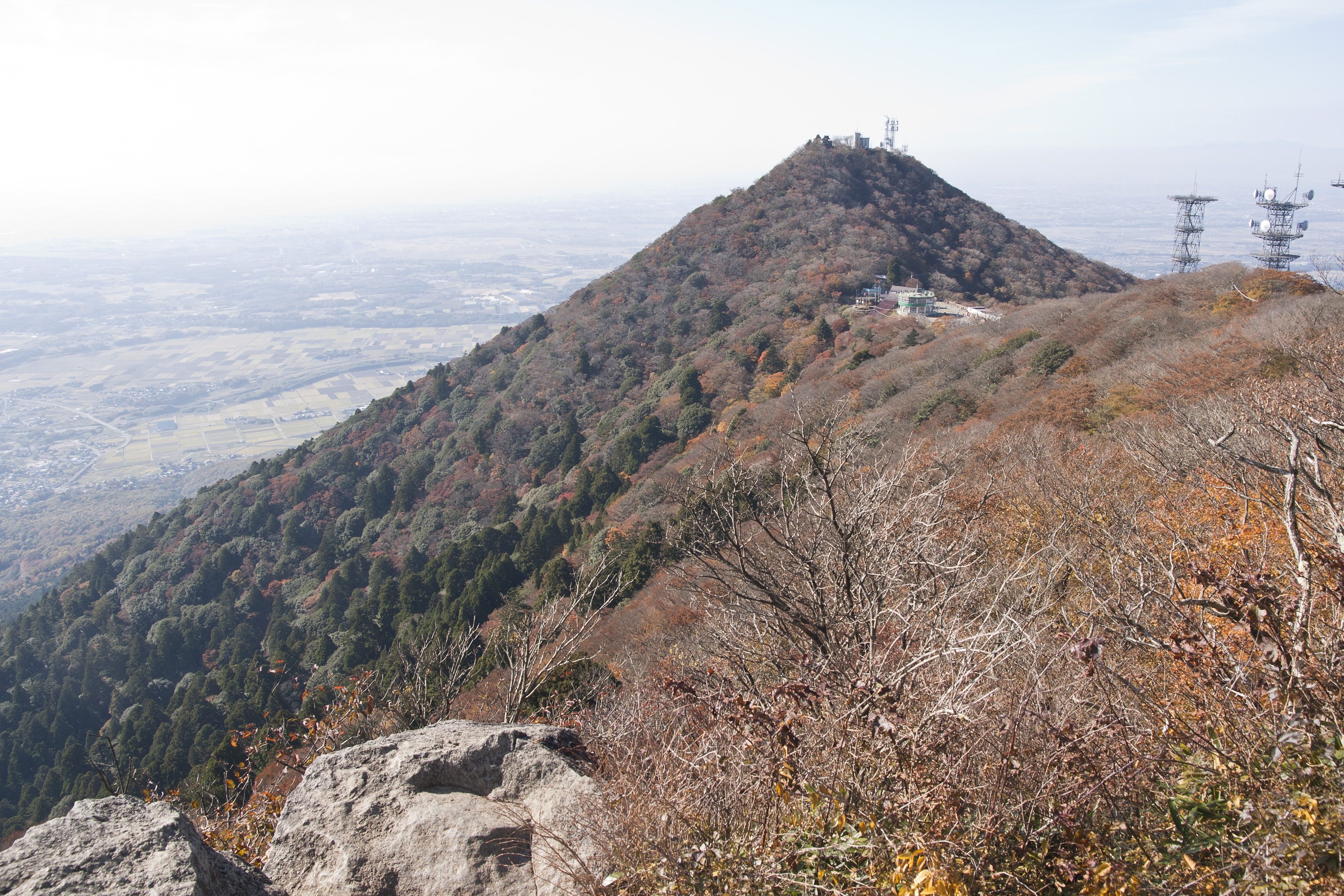
男体山（筑波山）（つくば市）

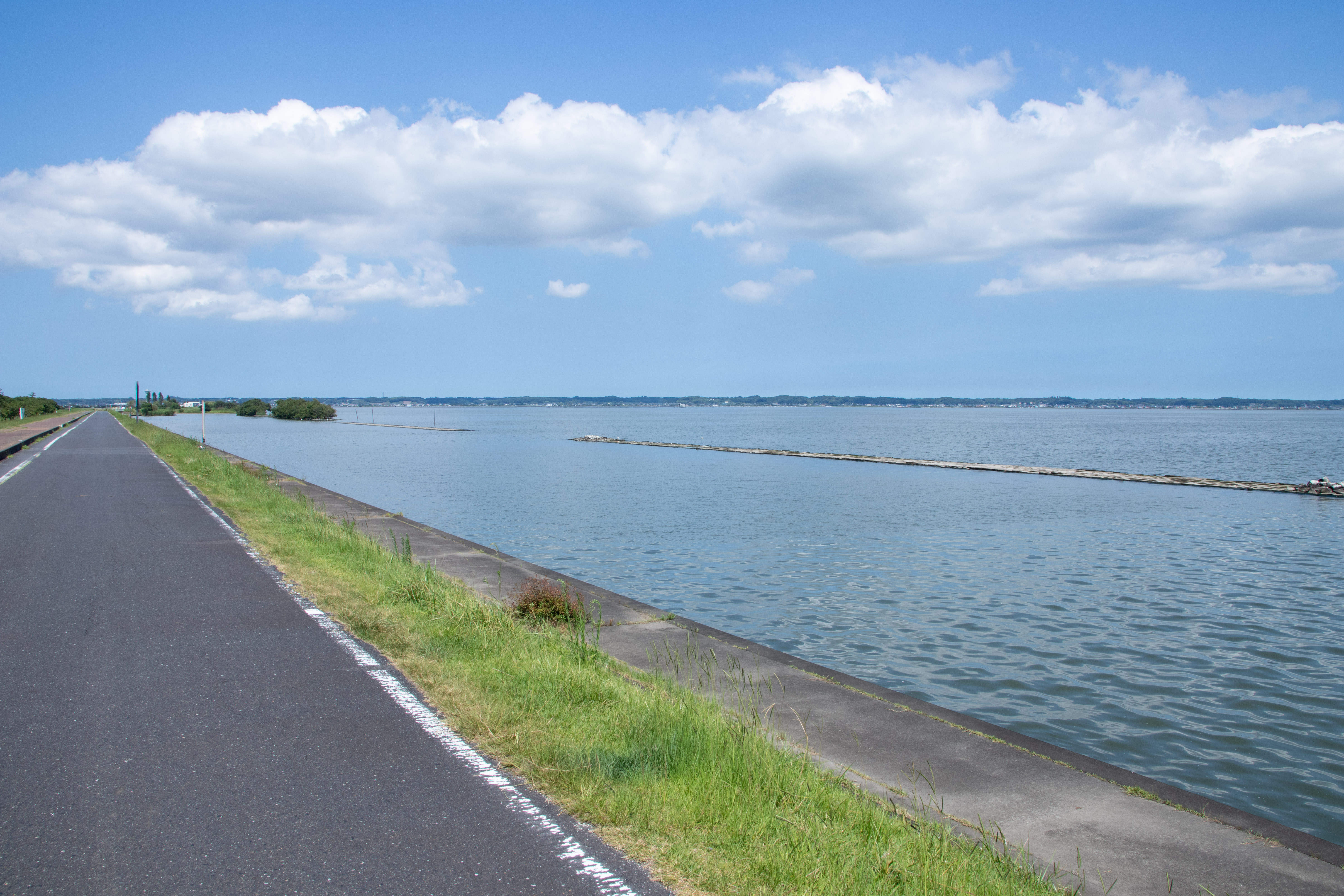
霞ヶ浦（かすみがうら市）

- 関東ふれあいの道－茨城県コース

1. 青少年旅行村のあるみち
2. 杉並木の美しいみち
3. 伝説の山と僧兵ゆかりのみち
4. 焼物とお稲荷さんへのみち
5. 自然林をあるくみち
6. 観音様を訪ねるみち
7. 御嶽山から板東24番札所へのみち
8. 筑波連山縦走のみち(1)
9. 筑波連山縦走のみち(2)
10. 筑波山頂めぐりのみち：筑波山
11. 筑波山めぐりから旧参道へのみち
12. 果樹園のみち
13. 果樹の里のみち
14. 寺社めぐりと田園風景のみち
15. 学園都市のみち
16. 予科練ゆかりのみち
17. 水の恵みを知るみち
18. 水の恵みと水田地帯のみち

### 千葉県
- ふれあいの道千葉

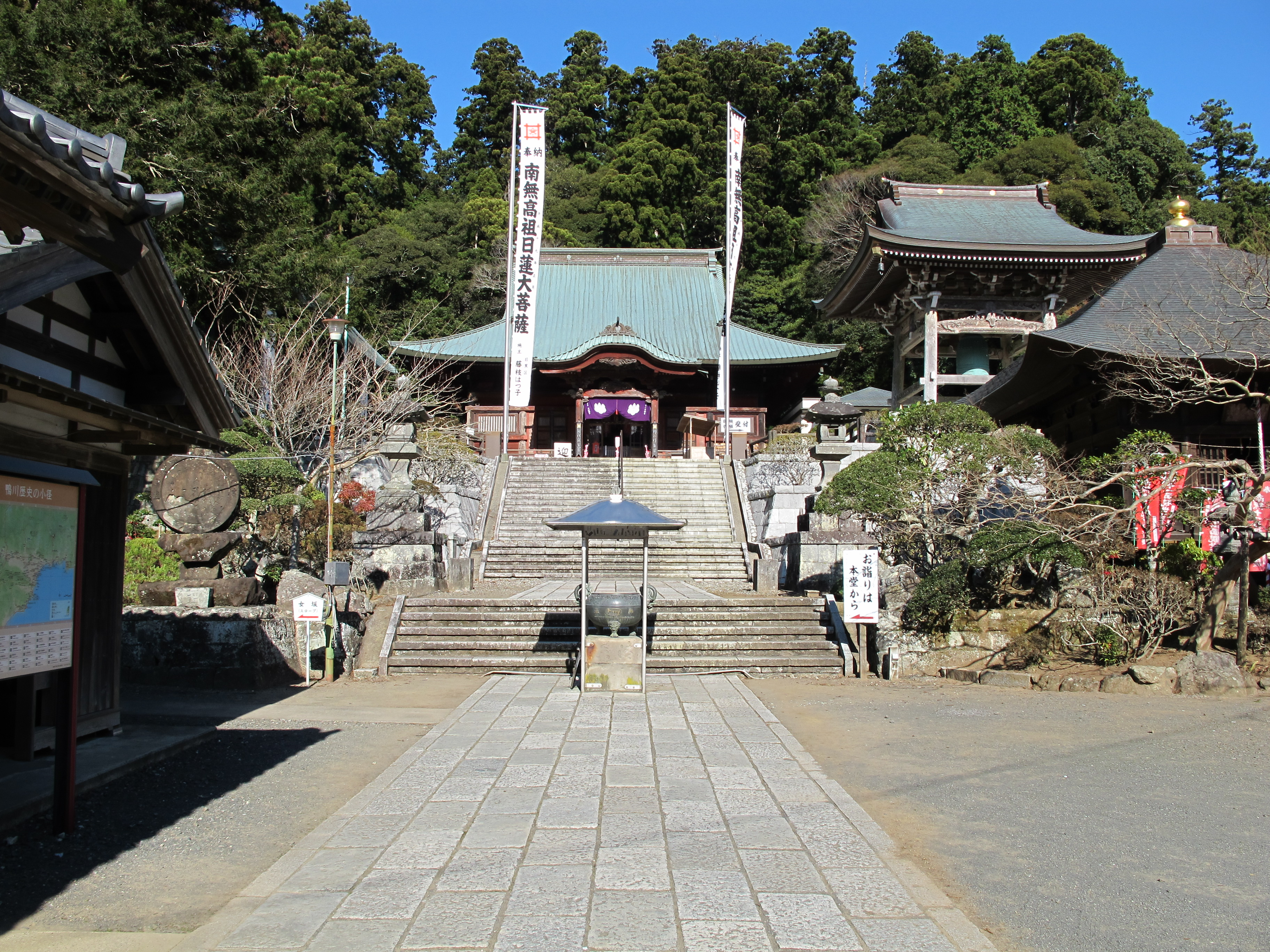
清澄寺(鴨川市)

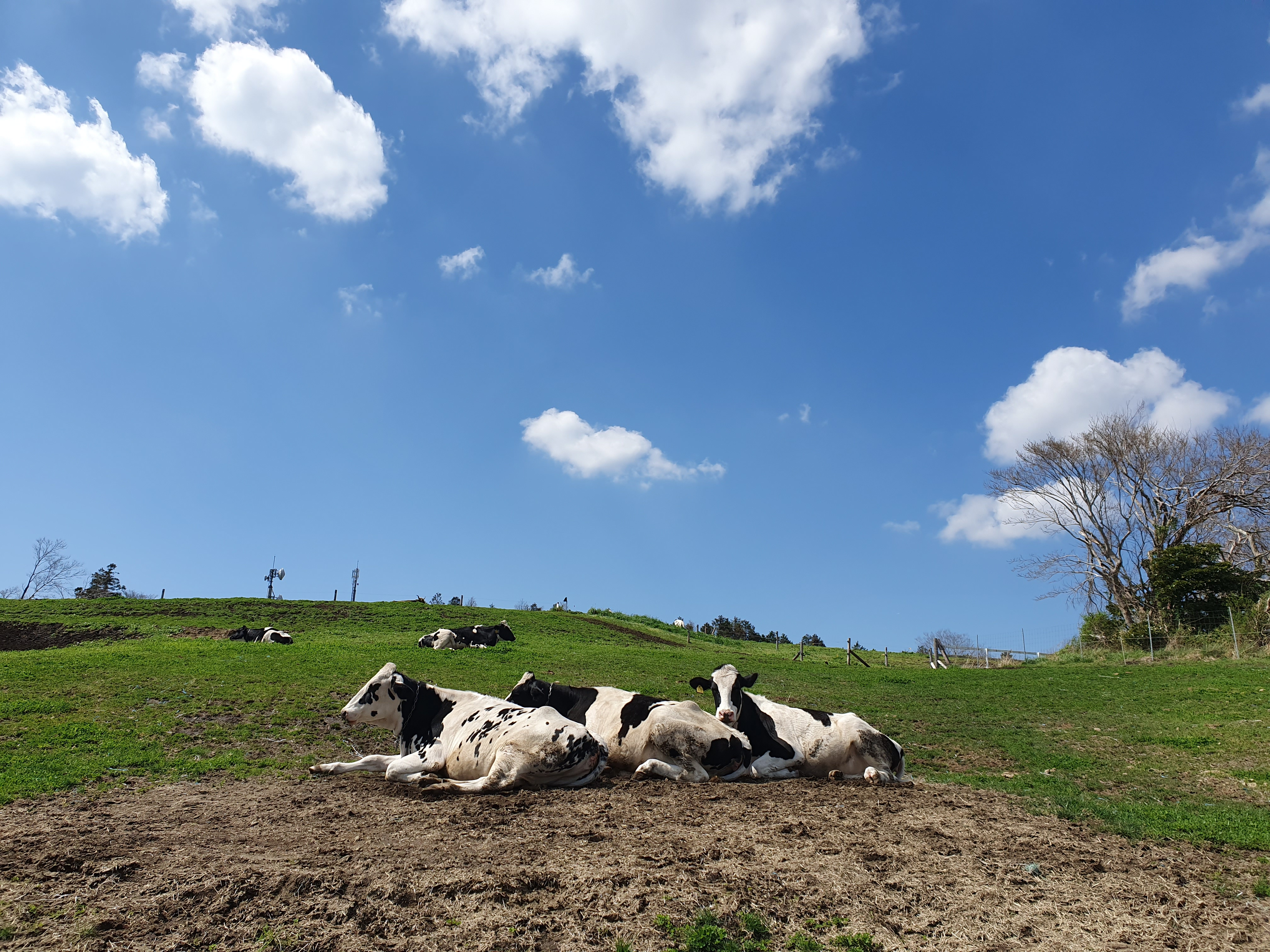
マザー牧場（富津市）

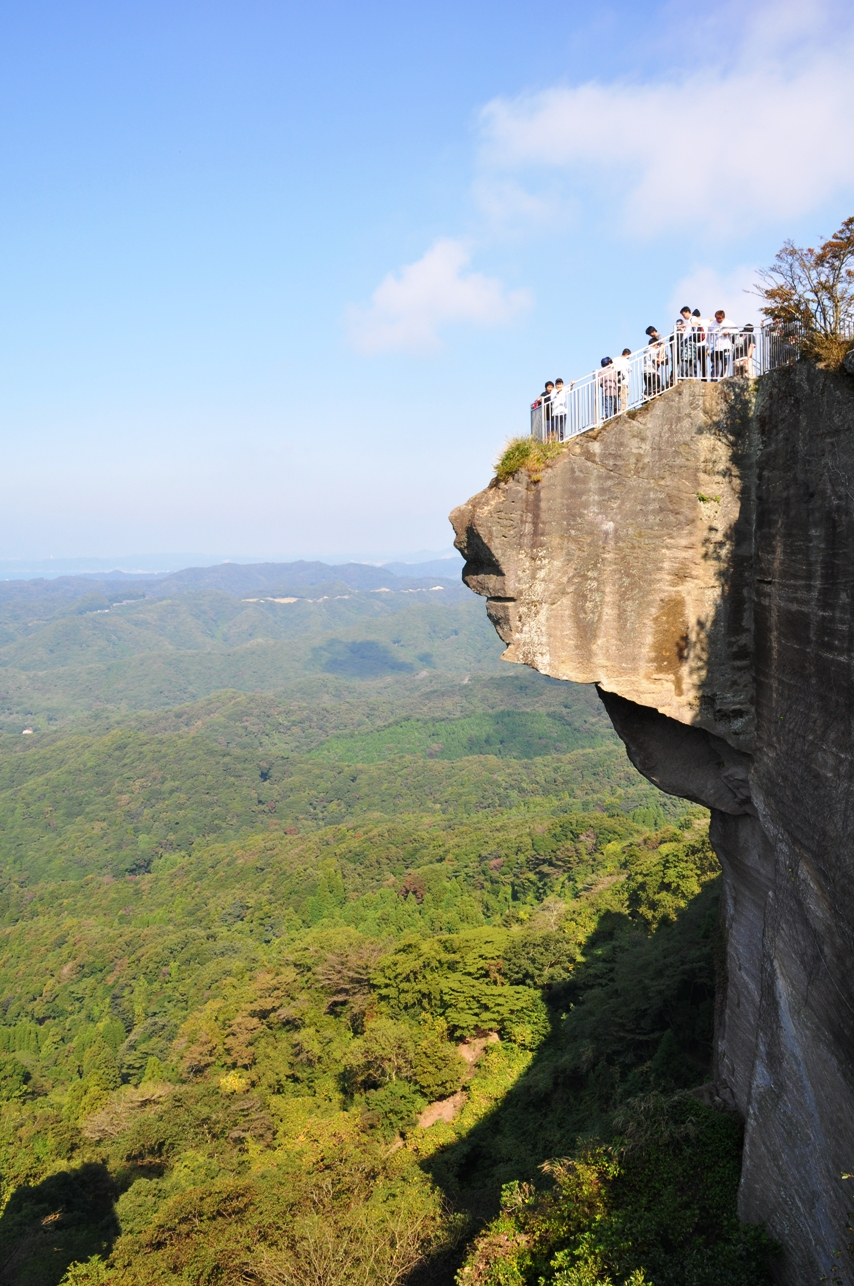
鋸山の地獄のぞき。下は100mの断崖絶壁になっている。(富津市）

1. 坂東太郎のみち：水郷大橋～利根川沿い～神崎神社なんじゃもんじゃの木
2. 自然と歴史をたどるみち：千葉県の天然記念物シラカシ林（小御門神社）
3. 古墳をたずねるみち：岩屋古墳～龍角寺古墳群
4. 水鳥のみち：「日本名松百選」甚兵衛の森～千葉県立印旛手賀自然公園（印旛沼）
5. 埴輪と遊ぶみち：芝山古墳・はにわ博物館
6. 山武杉のみち：山武杉
7. 伊藤左千夫のみち：伊藤左千夫の生家・資料館～成東・東金食虫植物群落
8. 桜をめでるみち：八鶴湖～雄蛇ヶ池
9. 昭和の森をたずねるみち：昭和の森
10. 山里のみち：荻生徂徠勉学の地～蓮福寺～萬光寺～真名上人塚
11. 森と森をつなぐみち：権現森（千葉県立笠森鶴舞自然公園）
12. 観音様のみち：笠森観音
13. 先住民のあるいたみち：報恩寺～油殿古墳群～能満寺古墳
14. 大海原を望めるみち：東浪見寺（軍荼利山植物群落）
15. 九十九里の砂をふみしめて歩くみち：九十九里浜～太東埼灯台～太東海浜植物群落
16. 黒潮の潮騒をきくみち：和泉浦～日在浦海岸
17. 御宿海岸を歩くみち：釣師海岸
18. 荒磯のみち：官軍塚～勝浦灯台～八幡岬公園（勝浦城址）
19. 理想郷をたずねるみち：鵜原理想郷
20. 海と森をつなぐみち：おせんころがし～内浦山千葉県民の森
21. アジサイのみち：内浦山千葉県民の森～清澄寺
22. モミ・ツガのみち：東大演習林～元清澄山
23. 滝のあるみち：清和千葉県民の森
24. ニホンザルと出合うみち：高宕山
25. 九十九谷をたどるみち
26. 東京湾を望むみち
27. 川と沼をつなぐみち：利根川～印旛沼
28. 沼めぐりのみち：印旛沼
29. 城跡をたずねるみち：成東城跡公園

### 神奈川県
- 関東ふれあいの道かながわ

1. 三浦・岩礁のみち
2. 油壺・入江のみち
3. 荒崎・潮騒のみち
4. 佐島・大楠山のみち
5. 稲村ヶ崎・磯づたいのみち
6. 湘南海岸・砂浜のみち
7. 大磯・高麗山のみち
8. 鷹取山・里のみち
9. 弘法大師と桜のみち
10. 太田道灌・日向薬師のみち
11. 順礼峠のみち
12. 丹沢山塊東辺のみち：仏果山
13. 山里から津久井湖へのみち
14. 峰の薬師へのみち
15. 弘法大師と丹沢のみち
16. 大山参り蓑毛のみち
17. 北条武田合戦場のみち